# Panoro
Panoro (Plural: Panori) war ein italienisches Flächenmaß im Großherzogtum Toskana. 
Als Acker- und Feldmaß hatte es die Größe 
- 1 Panoro = 214 4/13 Pariser Geviertfuß = 22 3/5 Quadratmeter.
- 12 Panori = 1 Stioro[1]